# دولت شاپور بختیار
دولت شاپور بختیار آخرین دولت در دورهٔ پهلوی است که با وقوع انقلاب اسلامی، پایان یافت. رئیس این دولت ۳۷ روزه، شاپور بختیار، یکی از رهبران جبهه ملی بود. جبهه ملی ایران در بیانیه نهم دی‌ماه ۱۳۵۷ اعلام کرده بود که اگر بختیار نخست‌وزیری را بپذیرد، از جبهه ملی اخراج خواهد شد. فردای پذیرش نخست‌وزیری، در جلسه شورای مرکزی، اخراج او به رأی گذاشته شد و با رأی اکثریت قاطع، حکم اخراج او صادر شد.

## پیشینه تشکیل دولت
محمدرضا پهلوی که حکومتش در حال سقوط بود، در جستجوی شخصی بود که با خروجش از ایران در شرایط قابل قبول و محرمانه، موافقت کند. به همین منظور ابتدا با احمد بنی احمد و کریم سنجابی دیدار و از آن‌ها درخواست پذیرش نخست‌وزیری دولت را کرد. سنجابی با استناد به اعلامیهٔ سه ماده‌ای و مخالفت با باقی‌ماندن ارتش در خانوادهٔ سلطنتی و خودداری شاه از کناره‌گیری از سمت فرماندهی کل نیروهای مسلح حاضر به پذیرش مصالحه با شاه و پذیرش این سمت نشد. محمدرضا پهلوی سپس با مظفر بقایی و غلامحسین صدیقی، دیگر رهبران جبههٔ ملی دیدار کرد و به آنان پیشنهاد در دست گرفتن حکومت را داد اما هر یک از آنان به دلایلی از پذیرفتن حکومت سرباز زدند. پیشنهاد نخست‌وزیری شاه به صدیقی و بقایی به این دلیل شکست خورد که هر دو آنان، پذیرش پیشنهاد شاه را به ماندن محمدرضا پهلوی در ایران اما نه در تهران مشروط کرده بودند. استدلال این دو، آن بود که حضور شخص شاه در ایران به دلیل ارتباط نزدیکی که با ارتش دارد سبب حفظ یک‌پارچگی و انسجام ارتش می‌شود.
بختیار، از اعضای شورای مرکزی جبهه ملی، با ارائه شرایط ۷ گانه‌ای (شاه از کشور خارج شود و تعهد نماید که از این به بعد سلطنت نماید و نه حکومت، انتخاب وزرا منحصر به خودش باشد، ساواک منحل شود (تبعید ۱۴ تن از نظامیان سرسخت از جمله غلامعلی اویسی)، زندانیان سیاسی آزاد شوند، شرایط آزادی مطبوعات فراهم شود، بنیاد پهلوی به دولت منتقل شود و کمیسیون شاهنشاهی که در تمام امور دخالت می‌کند حذف شود) پذیرفت که ریاست یک دولت غیرنظامی را برعهده گیرد. شاه با قبول تمامی شرایط او، وی را به نخست‌وزیری منصوب کرد.

### کابینهٔ پیشنهادی
بختیار دولت خود و برنامهٔ آن را در ۲۰ دی ۱۳۵۷ به مجلسین معرفی کرد. در ۲۶ دی ۱۳۵۷ بختیار به همراه وزرایش با ۱۴۹ رأی موافق، ۴۳ رأی مخالف و ۱۳ رأی ممتنع از مجلس رأی اعتماد گرفت. تنها دقایقی پس از اخذ رأی اعتماد محمدرضا شاه که در فرودگاه انتظار می‌کشید، در ۲۶ دی ۱۳۵۷ به همراه فرح پهلوی از کشور خارج شد.

## هیئت دولت
| نخست‌وزیر                                 |  | شاپور بختیار    | ۱۶ دی ۱۳۵۷   | ۲۲ بهمن ۱۳۵۷ | ایران | [ ۸ ]       |
| وزیران                                   |  |                 |              |              |       |             |
| وزیر آموزش و پرورش                       |  | محمدامین ریاحی  | ۱۶ دی ۱۳۵۷   | ۲۲ بهمن ۱۳۵۷ | مستقل | [ ۸ ]       |
| وزیر اطلاعات و جهانگردی                  |  | سیروس آموزگار*  | ۱۶ دی ۱۳۵۷   | ۲۲ بهمن ۱۳۵۷ | مستقل | [ ۸ ]       |
| وزیر امور اقتصادی و دارایی               |  | رستم پیراسته    | ۱۶ دی ۱۳۵۷   | ۲۲ بهمن ۱۳۵۷ | مستقل | [ ۸ ]       |
| وزیر امور خارجه                          |  | احمد میرفندرسکی | ۱۶ دی ۱۳۵۷   | ۲۲ بهمن ۱۳۵۷ | مستقل | [ ۸ ]       |
| وزیر بازرگانی                            |  | عباسقلی بختیار* | دی ۱۳۵۷      | ۲۲ بهمن ۱۳۵۷ | مستقل |             |
| وزیر بهداری و بهزیستی                    |  | منوچهر رزم‌آرا   | ۱۶ دی ۱۳۵۷   | ۲۲ بهمن ۱۳۵۷ | مستقل | [ ۸ ]       |
| وزیر پست و تلگراف و تلفن                 |  | لطفعلی صمیمی    | ۱۶ دی ۱۳۵۷   | ۲۲ بهمن ۱۳۵۷ | ایران | [ ۸ ]       |
| وزیر جنگ                                 |  | جعفر شفقت       | ۱۶ دی ۱۳۵۷   | ۲۲ بهمن ۱۳۵۷ | نظامی | [ ۸ ]       |
| وزیر دادگستری                            |  | یحیی صادق وزیری | ۱۶ دی ۱۳۵۷   | ۲۷ دی ۱۳۵۷   | مستقل | [ ۸ ] [ ۹ ] |
| وزیر دادگستری                            |  | شمس‌الدین عالمی* | ۱ بهمن ۱۳۵۷  | ۲۲ بهمن ۱۳۵۷ | مستقل | [ ۱۰ ]      |
| وزیر راه و ترابری                        |  | —               | —            | —            | مستقل |             |
| وزیر صنایع و معادن                       |  | عباسقلی بختیار  | ۱۶ دی ۱۳۵۷   | ۲۲ بهمن ۱۳۵۷ | مستقل | [ ۸ ]       |
| وزیر علوم و آموزش عالی                   |  | محمدامین ریاحی* | ۱۶ دی ۱۳۵۷   | ۲۲ بهمن ۱۳۵۷ | مستقل | [ ۸ ]       |
| وزیر فرهنگ و هنر                         |  | —               | —            | —            | مستقل |             |
| وزیر کار و امور اجتماعی                  |  | منوچهر آریانا   | ۱۶ دی ۱۳۵۷   | ۲۲ بهمن ۱۳۵۷ | مستقل | [ ۸ ]       |
| وزیر کشاورزی و عمران روستایی             |  | منوچهر کاظمی    | ۱۶ دی ۱۳۵۷   | ۲۲ بهمن ۱۳۵۷ | مستقل | [ ۸ ]       |
| وزیر کشور                                |  | شاپور بختیار*   | ۱۶ دی ۱۳۵۷   | ۲۲ بهمن ۱۳۵۷ | ایران | [ ۸ ]       |
| وزیر مسکن و شهرسازی                      |  | جواد خادم       | ۱۶ دی ۱۳۵۷   | ۲۲ بهمن ۱۳۵۷ | مستقل | [ ۸ ]       |
| وزیر نیرو                                |  | —               | —            | —            | مستقل |             |
| وزیران مشاور                             |  |                 |              |              |       |             |
| وزیر مشاور                               |  | سیروس آموزگار   | ۱۶ دی ۱۳۵۷   | ۲۲ بهمن ۱۳۵۷ | مستقل | [ ۸ ]       |
| امور اجرایی                              |  | —               | —            | —            | مستقل |             |
| امور پارلمانی                            |  | —               | —            | —            | مستقل |             |
| رئیس سازمان اوقاف                        |  | —               | —            | —            | مستقل |             |
| رئیس سازمان برنامه و بودجه               |  | —               | —            | —            | مستقل |             |
| معاونان نخست‌وزیر                         |  |                 |              |              |       |             |
| معاون اداری و مالی                       |  | محمد مشیری یزدی | ۱۶ دی ۱۳۵۷   | ۲۱ بهمن ۱۳۵۷ | مستقل | [ ۸ ]       |
| معاون اداری و مالی                       |  | فتح‌الله معتمدی  | ۲۱ بهمن ۱۳۵۷ | ۲۲ بهمن ۱۳۵۷ | مستقل |             |
| دبیرکل سازمان امور اداری و استخدامی کشور |  | امین عالیمرد    | ۱۶ دی ۱۳۵۷   | ۲۲ بهمن ۱۳۵۷ | مستقل | [ ۱۱ ]      |
| رئیس سازمان آمادگی ملی و بسیج غیرنظامی   |  | قاسم خزاعی      | ۱۶ دی ۱۳۵۷   | ۲۲ بهمن ۱۳۵۷ | نظامی |             |
| رئیس سازمان اطلاعات و امنیت کشور         |  | ناصر مقدم       | ۱۶ دی ۱۳۵۷   | ۲۲ بهمن ۱۳۵۷ | نظامی |             |
| رئیس سازمان انرژی اتمی ایران             |  | اکبر اعتماد     | ۱۶ دی ۱۳۵۷   | ۲۲ بهمن ۱۳۵۷ | مستقل |             |
| رئیس سازمان حفاظت محیط زیست              |  | منوچهر فیلی     | ۱۶ دی ۱۳۵۷   | ۲۲ بهمن ۱۳۵۷ | مستقل |             |